# 2-nonenal
2-Nonenal is een onverzadigde aldehyde. De kleurloze vloeistof is een belangrijke aromacomponent van oud bier en boekweit en is onoplosbaar in water.
De geur van 2-nonenal wordt geassocieerd met die van blauwe lis, vet en komkommer. Ook wordt de geur ervan in verband gebracht met veranderingen in de lichaamsgeur van mensen tijdens het ouder worden.